# La Voie du tablier
La Voie du tablier (極主夫道, Gokushufudō) est un seinen manga écrit et illustré par Kōsuke Oono, prépublié dans le magazine en ligne Kurage Bunch depuis février 2018 et publié en volumes reliés par Shinchōsha. La version française est éditée par Kana.
La série est adaptée en drama pour Nippon Television en 2020 et une adaptation en une série d'animation ONA réalisée par le studio J. C. Staff pour Netflix diffusée en deux parties, la première partie a été diffusée le 8 avril 2021 et la seconde partie a été diffusée le 7 octobre 2021. La première partie d'une deuxième saison a été diffusée le 1er janvier 2023.

## Synopsis
Tatsu, un boss yakuza, célèbre et craint, surnommé le « Dragon Immortel », se retire des affaires pour devenir un mari au foyer afin de pouvoir soutenir Miku, son épouse, dans sa carrière. La série présente des épisodes comiques,  dans lesquels le travail domestique banal de Tatsu en tant que mari au foyer est juxtaposé à sa personnalité et à son apparence intimidantes, et à ses fréquents affrontements avec d'anciens associés et rivaux yakuza.

## Personnages
Tatsu (龍)
Voix japonaise : Kenjiro Tsuda (en), voix française : Cyrille Monge
Miku (美久)
Voix japonaise : Shizuka Itō, voix française : Anouck Hautbois
Masa (雅)
Voix japonaise : Kazuyuki Okitsu, voix française : Benoît Du Pac
Torajiro (虎二郎)
Voix japonaise : Yoshimasa Hosoya (en), voix française : Jérôme Keen
Hibari Torii (酉井雲雀)
Voix japonaise : Atsuko Tanaka, voix française : Claudine Grémy
Gin (銀)
Voix japonaise : M.A.O, voix française : Fanny Bloc
Jeune lieutenant yakuza (むヤクザの若頭)
Voix japonaise : Jun Fukushima (en)
Présidente du comité de voisinage (の会長)
Voix japonaise : Kimiko Saitō (en)
Policiers (をする警官)
Voix japonaise : Masashi Nogawa, Junichi Yanagita, voix française : Philippe Roullier
Ancien chef yakuza (組長のおやじ)
Voix japonaise : Hōchū Ōtsuka
Bob (ボブ, Bobu)
Voix japonaise : Tomokazu Sugita
Gōda (剛田)
Voix japonaise : Subaru Kimura (en)

## Médias

### Manga
Au Japon, La Voie du tablier parait initialement dans le magazine manga en ligne Kurage Bunch comme série limitée à cinq chapitres, mais elle devient suffisamment populaire pour être sérialisée à long terme. La série est rassemblée en volumes tankōbon publiés par Shinchōsha avec quinze volumes sortis au 8 janvier 2025,.

#### Liste des volumes
| no | Japonais         | Japonais          | Français         | Français                                                                 |
| no | Date de sortie   | ISBN              | Date de sortie   | ISBN                                                                     |
| --- | ---------------- | ----------------- | ---------------- | ------------------------------------------------------------------------ |
| 1 | 8 août 2018      | 978-4-10-772104-4 | 5 juillet 2019   | 978-2-505-07669-8                                                        |
| 2 | 7 décembre 2018  | 978-4-10-772137-2 | 31 octobre 2019  | 978-2-505-07670-4                                                        |
| 3 | 8 juin 2019      | 978-4-10-772191-4 | 14 février 2020  | 978-2-505-07671-1                                                        |
| 4 | 9 décembre 2019  | 978-4-10-772238-6 | 28 août 2020     | 978-2-505-08454-9                                                        |
| 5 | 9 juin 2020      | 978-4-10-772291-1 | 8 janvier 2021   | 978-2-505-08894-3                                                        |
| 6 | 9 novembre 2020  | 978-4-10-772338-3 | 2 juillet 2021   | 978-2-50-508895-0                                                        |
| 7 | 9 mars 2021      | 978-4-10-772368-0 | 26 novembre 2021 | 978-2-50-511278-5                                                        |
| 8 | 9 septembre 2021 | 978-4-10-772419-9 | 13 juillet 2022  | 978-2-50-511483-3 (édition standard) 978-2-50-511780-3 (édition limitée) |
| EXTRA : Au Japon, une édition spéciale est parue contenant un livret (ISBN 978-4-10-772420-5). En France, l'édition collector contient un mini-artbook. |                  |                   |                  |                                                                          |
| 9 | 9 mars 2022      | 978-4-10-772482-3 | 25 novembre 2022 | 978-2-50-511484-0                                                        |
| 10 | 7 juillet 2022   | 978-4-10-772516-5 | 12 mai 2023      | 978-2-50-512087-2                                                        |
| 11 | 7 janvier 2023   | 978-4-10-772562-2 | 10 novembre 2023 | 978-2-50-512088-9                                                        |
| 12 | 7 juillet 2023   | 978-4-10-772619-3 | 24 mai 2024      | 978-2-50-512627-0                                                        |
| 13 | 8 décembre 2023  | 978-4-10-772672-8 | 15 novembre 2024 | 978-2-50-512628-7                                                        |
| 14 | 9 mai 2024       | 978-4-10-772714-5 | 25 avril 2025    | 978-2-50-513428-2                                                        |
| 15 | 8 janvier 2025   | 978-4-10-772788-6 | 14 novembre 2025 | 978-2-50-513429-9                                                        |
| 16 | 9 octobre 2025   | 978-4-10-772878-4 |                  |                                                                          |

### Vidéos promotionnelles
Plusieurs vidéos de bandes dessinées animées ont été produites pour promouvoir la sortie des volumes tankōbon de la série. Kenjiro Tsuda est la voix de Tatsu, Ken'ichi Suzumura celle de Masa et Yoshimasa Hosoya celle de Torajiro,,.
En décembre 2019, une vidéo promotionnelle avec acteurs adaptant des scènes de La Voie du tablier a été produite pour commémorer les 1.2 million d'exemplaires imprimés de la série. La vidéo met en vedette Tsuda reprenant son rôle de Tatsu et Māya Sakamoto en tant que Miku, et elle est co-dirigée par Tsuda et Hayato Yazaki.  

### Drama
Le 8 juillet 2020, Nippon Television annonce l'adaptation de La Voie du tablier en un drame télévisé, qui est diffusée à partir d'octobre 2020. La série, qui a pour vedette Hiroshi Tamaki dans le rôle de Tatsu est produite par FINE Entertainment (ja), réalisee par Toichiro Ruto (ja)  et scénarisée par Manabu Uda (ja).

#### Distribution
| Personnages        | Acteurs japonais,             |
| ------------------ | ----------------------------- |
| Tatsu              | Hiroshi Tamaki                |
| Miku               | Haruna Kawaguchi              |
| Masa               | Jun Shison (en)               |
| Torajirō           | Kenichi Takitō (en)           |
| Hibari Torii       | Izumi Inamori                 |
| Gin                | Yūki Kaji                     |
| Policiers          | Junpei Yasui et Yūta Furukawa |
| Ancien chef yakuza | Naoto Takenaka                |

### Série d'animation
Le 26 octobre 2020, une adaptation en une série d'animation ONA du manga est annoncée au Netflix Anime Festival. La série est animée par le studio J.C.Staff et réalisée par Chiaki Kon (en), avec Susumu Yamakawa en tant que scénariste. Kenjiro Tsuda reprendra le rôle de Tatsu qu'il avait joué pour les vidéos promotionnelles du manga. La série est diffusée en deux parties sur Netflix, la première partie a été diffusée le 8 avril 2021 et la seconde partie a été diffusée le 7 octobre 2021,,. Uchikubigokumon-Dōkōkai interprète le générique de début intitulé Shufu no Michi, ainsi que le générique de fin intitulé Gokushufukaidō.

#### Liste des épisodes
| No | Titre en français | Titre original | Date de 1re diffusion |
| -- | ----------------- | -------------- | --------------------- |
| 1  | Épisode 1         |                | 8 avril 2021          |
| 2  | Épisode 2         |                | 8 avril 2021          |
| 3  | Épisode 3         |                | 8 avril 2021          |
| 4  | Épisode 4         |                | 8 avril 2021          |
| 5  | Épisode 5         |                | 8 avril 2021          |
| 6  | Épisode 6         |                | 7 octobre 2021        |
| 7  | Épisode 7         |                | 7 octobre 2021        |
| 8  | Épisode 8         |                | 7 octobre 2021        |
| 9  | Épisode 9         |                | 7 octobre 2021        |
| 10 | Épisode 10        |                | 7 octobre 2021        |

### Film
Le 3 novembre 2021, Sony Pictures Entertainment Japon (en) annonce une adaptation en un film live action planifié pour une sortie à l'été 2022, avec Tōichirō Rutō au poste de réalisateur, Hiroshi Tamaki, Haruna Kawaguchi, Jun Shison, Tamaki Shiratori, Naoto Takenaka, Izumi Inamori, Kenichi Takitō (en), Yūta Furukawa, Junpei Yasui, Tina Tamashiro (en), MEGUMI (en), et Michiko Tanaka reprenant leurs rôles respectifs du drame télévisé.

## Ventes et accueil critique

### Réception critique
La Voie du tablier est accueillie favorablement par les critiques. Dans son compte-rendu du premier volume de la série pour Polygon, l'écrivain Julia Lee a qualifié la série de « mélange parfait de comédie et d'action" et de "bon manga amusant et un peu bête ». Anime News Network a attribué à la série 4,5 étoiles sur 5, la qualifiant d'« assurée et savamment rythmée, avec des illustrations magnifiques et un timing comique parfait ». Inversement, Reuben Baron de Comic Book Resources a résumé la série comme ayant une « prémisse mignonne, mais sans beaucoup de variations », bien qu'il ait apprécié ses dessins. D'autres critiques déplorent le caractère répétitif des gags.

### Ventes
1,2 million d'exemplaires de la série japonaise ont été imprimés en décembre 2019. Selon le classement des ventes d'Oricon, le premier volume s'est vendu à 95 637 exemplaires en septembre 2018 tandis que le deuxième volume s'est vendu à 143 051 exemplaires en janvier 2019. Le premier volume de la traduction en anglais de la série s'est classé seizième dans les romans graphiques les plus vendus de Nielsen BookScan pour adultes en septembre 2019. 

### Prix et récompenses
- 2018 : Classement Pixiv : Meilleure série tous genres confondus, Meilleure série comique[30]
- 2020 : Prix Eisner : Meilleure publication humoristique[31]

### Œuvres
Édition japonais
1. 1 2  (ja) « 極主夫道　1巻 », sur Shinchosha (consulté le 28 octobre 2020)
2. 1 2  (ja) « 極主夫道　2巻 », sur Shinchosha (consulté le 28 octobre 2020)
3. 1 2  (ja) « 極主夫道　3巻 », sur Shinchosha (consulté le 28 octobre 2020)
4. 1 2  (ja) « 極主夫道　4巻 », sur Shinchosha (consulté le 28 octobre 2020)
5. 1 2  (ja) « 極主夫道　5巻 », sur Shinchosha (consulté le 28 octobre 2020)
6. 1 2  (ja) « 極主夫道　6巻 », sur Shinchosha (consulté le 28 octobre 2020)
7. 1 2  (ja) « 極主夫道　7巻 », sur Shinchosha (consulté le 24 mars 2021)
8. 1 2  (ja) « 極主夫道　8巻 », sur Shinchosha (consulté le 3 août 2021)
9. ↑  (ja) « 極主夫道　8巻【小冊子付特装版】 », sur Shinchosha (consulté le 2 novembre 2021)
10. 1 2  (ja) « 極主夫道　9巻 », sur Shinchosha (consulté le 2 janvier 2022)
11. 1 2  (ja) « 極主夫道　10巻 », sur Shinchosha (consulté le 28 juin 2022)
12. 1 2  (ja) « 極主夫道　11巻 », sur Shinchosha (consulté le 1er janvier 2023)
13. 1 2  (ja) « 極主夫道　12巻 », sur Shinchosha (consulté le 18 mai 2023)
14. 1 2  (ja) « 極主夫道　13巻 », sur Shinchosha (consulté le 23 octobre 2023)
15. 1 2  (ja) « 極主夫道　14巻 », sur Shinchosha (consulté le 5 avril 2024)
16. 1 2  (ja) « 極主夫道　15巻 », sur Shinchosha (consulté le 30 novembre 2024)
17. 1 2  (ja) « 極主夫道　16巻 », sur Shinchosha (consulté le 31 juillet 2025)

Édition française
1. 1 2  « La Voie du tablier T1 », sur Kana (consulté le 28 octobre 2020)
2. 1 2  « La Voie du tablier T2 », sur Kana (consulté le 28 octobre 2020)
3. 1 2  « La Voie du tablier T3 », sur Kana (consulté le 28 octobre 2020)
4. 1 2  « La Voie du tablier T4 », sur Kana (consulté le 28 octobre 2020)
5. 1 2  « La Voie du tablier T5 », sur Kana (consulté le 5 mars 2021)
6. 1 2  « La Voie du tablier T6 », sur Kana (consulté le 22 juin 2021)
7. 1 2  « La Voie du tablier T7 », sur Kana (consulté le 2 janvier 2022)
8. 1 2  « La Voie du tablier T8 », sur Kana (consulté le 10 mars 2022)
9. 1 2  « La Voie du tablier T9 », sur Kana (consulté le 28 juin 2022)
10. 1 2  « La Voie du tablier T10 », sur Kana (consulté le 1er janvier 2023)
11. 1 2  « La Voie du tablier T11 », sur Kana (consulté le 18 mai 2023)
12. 1 2  « La Voie du tablier T12 », sur Kana (consulté le 30 novembre 2024)
13. 1 2  « La Voie du tablier T13 », sur Kana (consulté le 30 novembre 2024)
14. 1 2  « La Voie du tablier T14 », sur Kana (consulté le 30 novembre 2024)
15. 1 2  « La Voie du tablier T15 », sur Kana (consulté le 31 juillet 2025)

Édition limitée
1. 1 2  « La Voie du tablier T8 Édition Collector », sur manga-news.com (consulté le 28 juin 2022)